# Hleďsebe (Bělá nad Radbuzou)
Hleďsebe (německy Siehdichfür) je osada, část města Bělá nad Radbuzou v okrese Domažlice v Plzeňském kraji. Nachází se 2,5 kilometru jižně od Bělé nad Radbuzou. Hleďsebe leží v katastrálním území Bystřice u Bělé nad Radbuzou o výměře 4,23 km².

## Historie
První písemná zmínka o vesnici pochází z roku 1654.

## Obyvatelstvo
| Rok            | 1869 | 1880 | 1890 | 1900 | 1910 | 1921 | 1930 | 1950 | 1961 | 1970 | 1980 | 1991 | 2001 | 2011 | 2021 |
| -------------- | ---- | ---- | ---- | ---- | ---- | ---- | ---- | ---- | ---- | ---- | ---- | ---- | ---- | ---- | ---- |
| Počet obyvatel | 85   | 94   | 101  | 86   | 79   | 73   | 70   | 16   | 17   | 8    | 0    | 0    | 2    | 0    | 0    |
| Počet domů     | 11   | 13   | 13   | 13   | 13   | 14   | 15   | 11   | 11   | 2    | 0    | 1    | 1    | 1    | 1    |

## Obecní správa
Při sčítání lidu v letech 1850–1963 Hleďsebe byla osadou obce Bystřice v okrese Horšovský Týn (v letech 1850–1910 Horšův Týn). Od roku 1964 je částí města Bělá nad Radbuzou v okrese Domažlice.

## Další fotografie

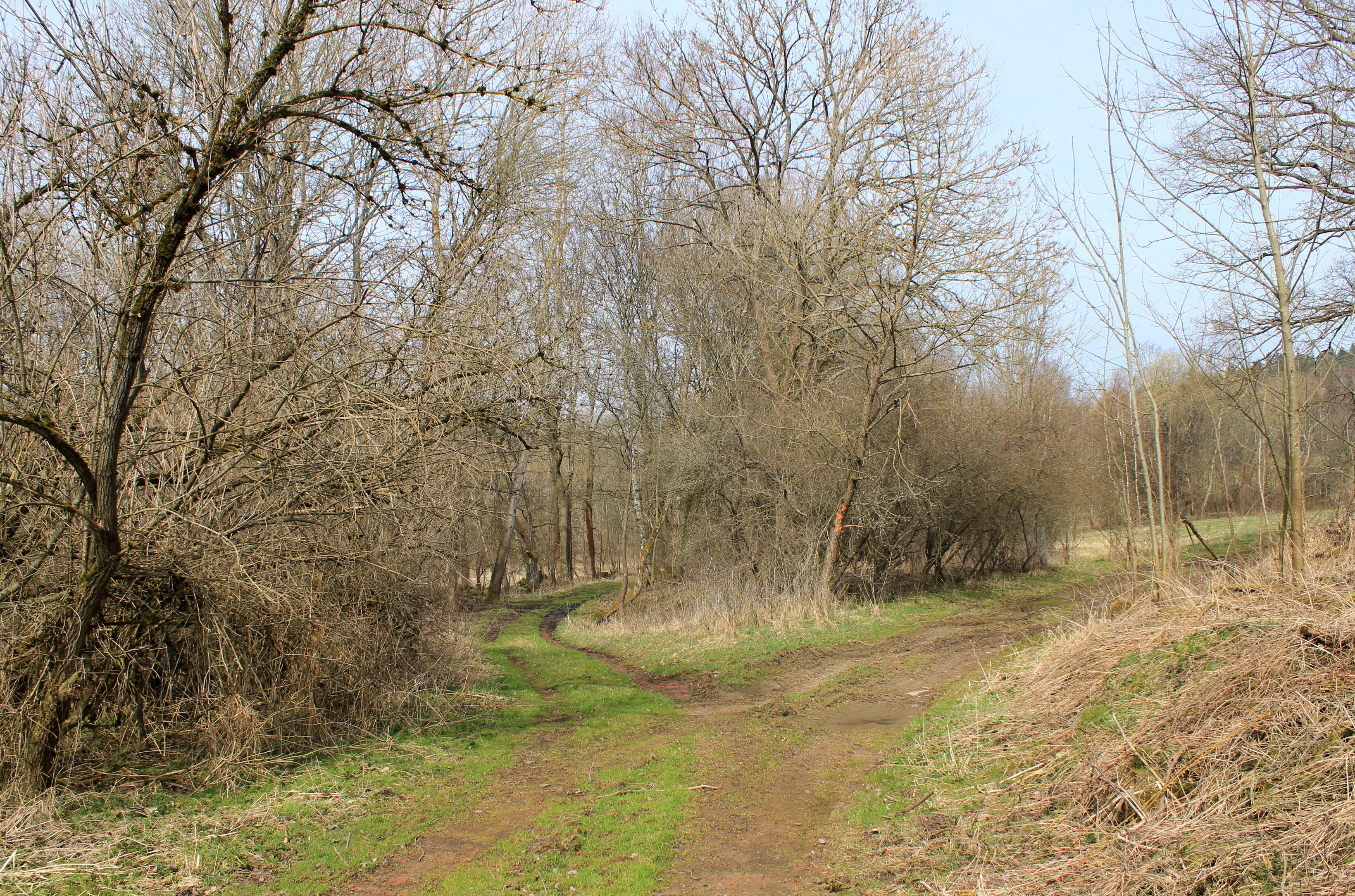
Příjezd k osadě
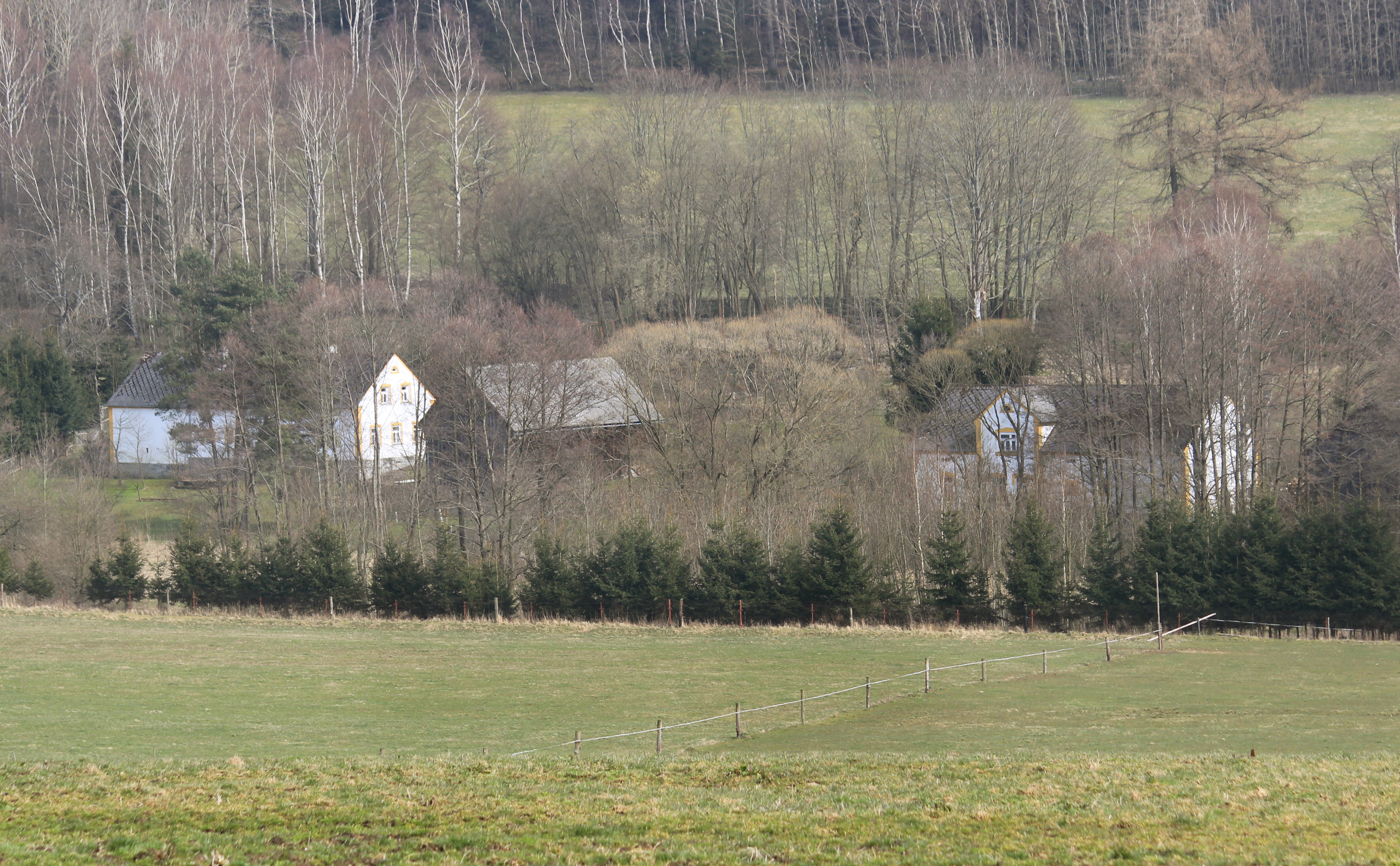
Osada od silnice k Bystřici